# Scarabaeini
Scarabaeini — триба жуків родини пластинчастовусі (Scarabaeidae), одна з 11 триб підродини Scarabaeinae. Налічує понад 140 видів, що переважно належать до роду скарабей, а також ще близький рід Pachylomerus. Види поширені переважно в тропічній Африці та на Мадагаскарі, окремі види мешкають на півдні Палеарктики та в Індомалайській області.  
Переважна більшість представників триби живляться перегнилими рештками і послідом. Представники підроду Sceliages поїдають мертвих багатоніжок, ними ж вигодовують личинок.

## Таксономія
У 1949 році Андре Янссенс (фр. André Janssens) розділив трибу на Eucraniina, Canthoniina, Gymnopleurina, Scarabaeina та Sisyphina. Натомість у 1969 році Владімір Балтазар надав цим підтрибам статусу окремих триб. Різні дослідники притримуються тієї чи іншої системи, тому часто до триби додаються ще види триби Gymnopleurina.